# S. Iswaran

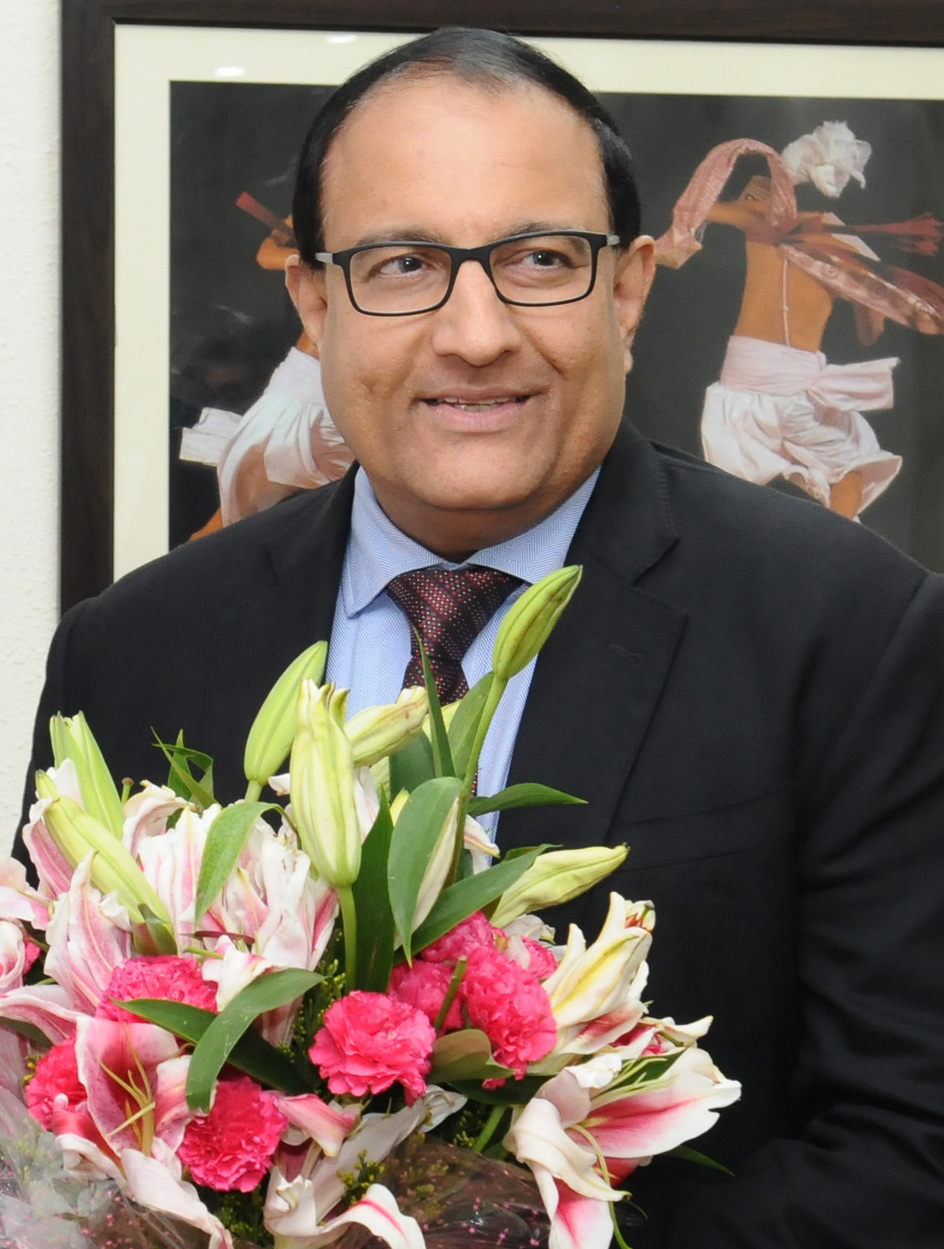
S. Iswaran (2017)

S. Iswaran (* 14. Juni 1962 in Singapur) ist ein ehemalig singapurischer Politiker (People’s Action Party, PAP). Er war von 2011 bis 2015 Minister im Amt des Premierministers, von 2015 bis 2018 Minister für Handel und Industrie und von 2018 bis 2021 Minister für Kommunikation und Information, von 2018 bis 2024 zudem Minister für Handelsbeziehungen und von 2021 bis 2024 Minister für Verkehr. 

## Leben
Iswaran ist Absolvent der St. Andrew’s School. Er studierte Wirtschaftswissenschaften an der Universität Adelaide, wo er mit Auszeichnung abschloss. Er hat auch einen Master of Public Administration von der Harvard University.
Er war Senior Vice President und Managing Director von Temasek Holdings, Direktor für internationalen Handel im Ministerium für Handel und Industrie und Chief Executive Officer der Singapore Indian Development Association (SINDA).
Sein politisches Debüt gab er bei den Parlamentswahlen 1997 als Teil eines vierköpfigen PAP-Teams, das in West Coast GRC antrat und 70,1 % der Stimmen erhielt. Während seiner politischen Laufbahn hatte er auch Verwaltungsratsmandate in verschiedenen Organisationen inne. Von September 2004 bis Juni 2006 war er stellvertretender Parlamentspräsident.
Am 1. Juli 2006 wurde Iswaran zum Staatsminister im Ministerium für Handel und Industrie ernannt. Am 1. April 2008 wurde er zum hochrangigen Staatsminister für Handel und Industrie befördert. Am 1. April 2009 wurde er zum Senior Staatsminister im Bildungsministerium ernannt und zum Senior Staatsminister für Handel und Industrie.
Nach den Parlamentswahlen 2011 wurde Iswaran als Minister im Amt des Premierministers, als zweiter Innenminister und als zweiter Minister für Handel und Industrie in das Kabinett befördert. Als zweiter Minister für Inneres, Handel und Industrie hat er auch Alkohol, Fernglücksspiele und Shisha gesetzlich geregelt und die Verlängerung des F1-Rennens bis 2017 überwacht.
Iswaran ist Abgeordneter für den Wahlkreis der West Coast Group Representation Constituency (GRC). Im Jahr 2020 hatte PAP West Coast GRC mit 51,7 Prozent der Stimmen für die PSP unter der Leitung von Tan Cheng Bock knapp gewonnen, von denen er der Präsidentschaftskandidat bei den Präsidentschaftswahlen 2011 war, auch knapp von Tony Tan gewonnen.
Am 12. Juli 2023 beurlaubte der singapurische Premierminister Lee Hsien Loong Iswaran mit sofortiger Wirkung, aufgrund von Korruptionsermittlungen des Corrupt Practices Investigation Bureau gegen ihn und andere Personen. Im Januar 2024 trat er als Minister zurück, nachdem Anklage gegen ihn erhoben worden war.

## Publikation
- Report of the Committee on the Future Economy: pioneers of the next generation, mit Swee Keat Heng, Singapore: Committee on the Future Economy, 2017 OCLC 1003655195